# Antoni Bańkowski
Antoni Włodzimierz Bańkowski (ur. 21 maja 1950 w Łodzi) - scenarzysta filmowy, autor utworów(se literackich i dramatycznych, wierszy, piosenek, reżyser teatralny, realizator programów telewizyjnych dla dzieci. 
Członek ZAiKS. Stypendysta MKiDN w dziedzinie teatru, filmu oraz ekspert PISF 2003 – 2012. 
Żoną Antoniego Bańkowskiego jest Ewa Bańkowska (z domu Wołejko) - animatorka zajmująca się animacją przestrzenną, lalkową. Pracowała przy realizacji takich seriali Se-ma-fora jak: Opowiadania Muminków; W krainie czarnoksiężnika Oza; Kolorowy świat Pacyka i Trzy misie. Córki  - Zuzanna i Marcelina. 

## Życiorys
Absolwent filologii polskiej Uniwersytetu Łódzkiego. 
- 1968–1975

W młodości działał twórczo w studenckich teatrach w Łodzi STUŁ i PSTRĄG jako aktor, autor i reżyser. Pełnił funkcję kierownika artystycznego  w latach 1973–1975 w  Studenckim Teatrze „Pstrąg”, który powstał w roku 1969 po połączeniu Studenckiego Teatru Uniwersytetu Łódzkiego STUŁ i Studenckiego Teatru Satyry „Pstrąg”. 
Występował w przedstawieniach: Romans siedmiu braci śpiących w Chinach – Tadeusza Micińskiego, Pater noster – Helmuta Kajzara, Unibos i Zaplecze – kreacje zbiorowe, Masoneria – wg Witkacego, Jaźnia parowa – spektakl wg własnego pomysłu inscenizacyjnego i częściowo własnych tekstów, którego był także reżyserem i autorem muzyki. Testarium – Sławomira Mrożka - reżyseria i  inscenizacja
- 1974–2003

Pracował w Studiu Małych Form Filmowych Se-Ma-For w charakterze redaktora programowego, scenarzysty oraz realizatora programów telewizyjnych. 
Ma w swoim dorobku, jako autor lub współautor (najczęściej ze Sławomirem Grabowskim), blisko 200 scenariuszy filmów, krótkich i pełnometrażowych, które  były prezentowane na wielu festiwalach polskich i międzynarodowych, zdobywając wiele nagród i wyróżnień, w tym seriali animowanych: Plastelinki; Kolorowy świat Pacyka; Maurycy i Hawranek; Feluś i leśne skrzaty; Notatnik przyrodniczy; Za 7 duchami; Legendy chrześcijańskie; Kaktus i Mały; Parauszek i przyjaciele,  
animowanych filmów krótkometrażowych - m.in.: Malarz Mrozik; Jesienne bajki; Lew w kwiatki; Apetyt; Ręce i nogi; Klaustrofobia; Wygodne łóżko; Pięść; Ptaszek; Sirocco; Chwila; Piórko; Prognoza pogody dla Moskwy (z okazji 750 rocznicy istnienia miasta);  Zemsta w Odrzykoniu; Osioł i lew; Sznurowadło w supełki'; ICHTHYS; Mokra bajeczka. Wreszcie filmów pełnometrażowych aktorskich i animowanych  m.in. Siedmiomilowe trampki i Kaczorek Feluś.
Współrealizator i scenarzysta programów telewizyjnych dla dzieci: Zoologiczny sklep magiczny, Ufoludki w bajkotece.
We współpracy z Sławomirem Grabowskim powstała książka dla dzieci Ulepek i Bryłka (wyd. KAW 1988 r), a także wydawnictwo jubileuszowo - dokumentacyjne SEMAFOR 1947 – 1997 wydane przez Studio Se-ma-for w 1999.
- 2003–2021

Pracował w Widzewskich Domach Kultury DK 502 jako twórca i założyciel Dziecięcego Teatru „NIE...letniego”, którym zrealizował 16 przedstawień według własnych tekstów i reżyserii. Wielu młodych aktorów związało się z teatrem od pierwszych klas szkolnych, aż do matury. Ważniejsze z przedstawień i nagradzane, to: Co ja widzę, co ja słyszę?; Ale kino, to tak wygląda teatr?; Pan kotek był chory… czyli MJUT; Jeden drugiego; Egzamin; Teraz; Coś;  Trupa Trupa; Chórmider; Po szczeblach; Trzy po trzy; Ściana.
Jest też autorem projektów edukacyjnych dla dzieci i młodzieży „ 60 lat polskiej animacji” oraz „Animalalki”, w których wzięło udział blisko 150 uczniów łódzkich szkół podstawowych i średnich.
W latach 2015–19 zrealizował według własnych sztuk i reżyserii  dwa pełnospektaklowe przedstawienia dla dorosłych - Obnażenie w 2016 oraz Mość Nieruchomość – w 2018 w Nauczycielskim Teatrze MINA MANA przy Klubie Nauczyciela w Łodzi, tworzonym przez nauczycieli łódzkich szkół.

## Filmografia
1976 - 
ZĘBY JAK DĘBY,
Film animowany,
Scenariusz
1977 - 
PODOBNO...,
Film animowany,
Scenariusz
1977 - 
KLAUSTROFOBIA,
Film krótkometrażowy,
Scenariusz, Współpraca reżyserska
1977 - 
CZTERY SŁONIE,
Film animowany,
Scenariusz
1978 - 
XXX LAT PZPR,
Film animowany,
Scenariusz
1978 - 
RĘCE I NOGI,
Film animowany,
Scenariusz
1979 - 
XXXV LECIE PRL,
Film animowany,
Scenariusz
1979 - 
WYGODNE ŁÓŻKO,
Film fabularny - krótkometrażowy,
Scenariusz
1979 - 
BALLADA O KRÓLU GBURZE,
Film animowany,
Scenariusz
1980 - 
PTASZEK,
Film animowany,
Scenariusz
1980 - 
PLASTELINKI,
Serial animowany,
Scenariusze
1980 - 
NOWA OPOWIEŚĆ BIBLIJNA,
Film animowany,
Scenariusz
1980 - 
ŁÓDŹ 1905 ROKU,
Film animowany,
Scenariusz
1980 - 1983 - 
ELIASZ I PISTULKA,
Serial animowany,
Scenariusze
1981 - 
PIĘŚĆ,
Film animowany,
Scenariusz
1981 - 
MALARZ MROZIK,
Film animowany,
Scenariusz
1981 - 
CHWILA,
Film animowany,
Współpraca reżyserska, Scenariusz
1982 - 
TRZY MISIE,
Serial animowany,
Dialogi, odcinek 
SREBRNA ŁYŻKA (3)
1982 - 
TRZY MISIE,
Serial animowany,
Dialogi, Słowa piosenek, odcinek 
ZGUBIENI W LESIE (1), NAD BOBROWĄ RZEKĄ (2), BURZA (4), JEŻYNY (5)
1982 - 
KOLOROWY ŚWIAT PACYKA,
Serial animowany,
Scenariusz,  odcinek 
LEW W KWIATKI (3), KUKURYKU! (4)
1982 - 
CHŁOPIEC Z GLINY,
Film animowany,
Scenariusz
1983 - 
TRZY MISIE,
Serial animowany, 
Słowa piosenek,  odcinek 
ZGUBIONE OKULARY (6)
1983 - 
JESIENNE BAJKI,
Film animowany,
Scenariusz
1984 - 
LEŚNE SKRZATY I KACZOREK FELUŚ,
Serial animowany,
Scenariusz,  odcinek 
DZIKA KACZKA (5)
1984 - 
KOLOROWY ŚWIAT PACYKA,
Serial animowany,
Scenariusz,  odcinek 
OGRÓDEK (5)
1985 - 
SIROCCO,
Film animowany,
Scenariusz
1985 - 
PIÓRKO,
Film animowany,
Scenariusz
1985 - 
LEŚNE SKRZATY I KACZOREK FELUŚ,
Serial animowany,
Scenariusz, Słowa piosenek,  odcinek 
KOLEGA Z AFRYKI (6), WIELKI WYŚCIG (7)
1985 - 
KTO TY JESTEŚ?,
Film dokumentalny,
Scenariusz
1985 - 
FOTODRAMA,
Film animowany,
Obsada aktorska
1986 - 
WŁADYSŁAW STAREWICZ,
Film dokumentalny,
Komentarz
1986 - 
SŁOMIANA OPOWIEŚĆ,
Film animowany,
Scenariusz
1987 - 
KOLOROWY ŚWIAT PACYKA,
Serial animowany,
Scenariusz,  odcinek 
PAPIEROWY TEATRZYK (9)
1987 - 1990 - 
MAURYCY I HAWRANEK,
Serial animowany,
Scenariusze
1988 - 
LALKI WŁADYSŁAWA STAREWICZA,
Film dokumentalny,
Komentarz
1989 - 
POMOCNIK,
Film animowany,
Scenariusz
1989 - 
KACZOREK FELUŚ,
Film animowany,
Scenariusz
1989 - 
COLLAGE PĘDZLEM MALOWANY,
Film animowany,
Głosy
1990 - 
MARCEL WYRUSZA W ŚWIAT,
Film animowany,
Scenariusz
1991 - 
PIES NA ZAJĄCE,
Film animowany,
Scenariusz
1992 - 
POSZUKIWACZE ZAGINIONEJ GWIAZDKI,
Film animowany,
Scenariusz
1992 - 
OSIOŁ I LEW
Film animowany,
Scenariusz,
z cyklu LEGENDY CHRZEŚCIJAŃSKIE
1992 - 1998 - 
NOTATNIK PRZYRODNICZY,
Serial animowany,
Scenariusz (w napisach określenie funkcji: Realizacja)
1993 - 
SIEDMIOMILOWE TRAMPKI,
Film animowany,
Scenariusz, Dialogi, Słowa piosenek
1993 - 
CZARODZIEJ NA KSIĘŻYCU. LEGENDA POLSKA,
Film animowany,
Scenariusz,
z cyklu NAUKA I LEGENDA
1993 - 
NA DRUGI BRZEG,
Film animowany,
Scenariusz
1993 - 
KLUCZ,
Film animowany,
Scenariusz
1993 - 
CO SIĘ KOMU ŚNI?,
Serial animowany,
Scenariusz,  odcinek 
BUJANIE W OBŁOKACH
1994 - 
LEGENDA KRAKOWSKA,
Film animowany,
Scenariusz
1995 - 
KOTEK,
Film animowany,
Scenariusz
1997 - 
ZEMSTA W ODRZYKONIU,
Film animowany,
Scenariusz, Dialogi,
z cyklu ZA SIEDMIOMA DUCHAMI
2000 - 
SZNUROWADŁO W SUPEŁKI,
Film animowany,
Scenariusz, Dialogi, Słowa piosenek,
z cyklu ZA SIEDMIOMA DUCHAMI
2005 - 
ICHTHYS,
Film animowany,
Scenariusz
2006 - 
MOKRA BAJECZKA,
Film animowany,
Scenariusz
2011 - 
NA CZTERY ŁAPY, CZYLI SZKOLNE PRZYGODY PIMPUSIA SADEŁKO,
Film animowany,
Słowa piosenek
2012 - 2014 - 
PARAUSZEK I PRZYJACIELE,
Serial animowany,
Scenariusze (odc. 1-2, 4, 11-13, 19, 25)
2012 - 2014 - 
KAKTUS I MAŁY,
Serial animowany,
Scenariusze, Dialogi